# Bryantiella
Bryantiella es un género con dos especies de plantas con flores perteneciente a la familia Polemoniaceae. 

## Especies
- Bryantiella glutinosa (Phil.) J.M.Porter
- Bryantiella palmeri (S.Watson) J.M.Porter